# Napoleone, epopea napoleonica
Napoleone, epopea napoleonica è un film muto italiano del 1914 diretto da Eduardo Bencivenga.

## Conosciuto anche come
- Italia (titolo alternativo): L'epopea napoleonica